# کولورنو
کولورنو (به ایتالیایی: Colorno) یک کومونه در ایتالیا است که در استان پارما واقع شده‌است.

## خصوصیات
کولورنو ۴۸٫۷ کیلومترمربع مساحت و ۸٬۵۹۳ نفر جمعیت دارد.